# Prince Kuhlmann
Prince Kuhlmann (* 23. Juli 1990 in Hamburg) ist ein deutscher Schauspieler.

## Leben
Als Sohn ghanaischer Eltern geboren wuchs Kuhlmann in Hamburg-Jenfeld auf. Dieses Umfeld, bestehend aus über 40 Nationalitäten aus verschiedensten sozialen Schichten, inspirierte Kuhlmann zum Schauspiel.
Mit elf Jahren verkörperte Kuhlmann im Musical König der Löwen den jungen Simba.
2013 machte er sein Abitur an der Gesamtschule Otto Hahn in Hamburg. Er studierte zunächst Betriebswirtschaftslehre und brach das Studium nach einem Jahr ab. Ein Jahr später zog er wieder nach Hamburg und begann 2017 ein Schauspielstudium am Schauspiel-Studio Frese.

## Karriere
Während des Studiums hatte Kuhlmann Hauptrollen wie im Fernsehfilm Nachtschicht – Es lebe der Tod, der auch auf dem Filmfest Hamburg gezeigt wurde. Im selben Jahr übernahm er in der zweiten Staffel der TV-Serie 4 Blocks, die vom Sender TNT Serie produziert wurde, die Rolle des Clubbesitzers Edy unter der Regie von Oliver Hirschbiegel.
2018 übernahm er die Rolle Ebo in York-Fabian Raabes Spielfilm Borga, der Film wurde auf dem 42. Filmfestival Max Ophüls Preis mit dem Publikumspreis und als Bester Spielfilm ausgezeichnet. Seit 2021 ist Kuhlmann in der Nebenrolle " Manni Crash" in der RTL Filmreihe „Balko Teneriffa“ zu sehen. Prince Kuhlmann lebt in Hamburg.

## Filmografie (Auswahl)
- 2002: Pfefferkörner (TV)
- 2008: Notruf Hafenkante (TV)
- 2016: T.H.U.G True Hustler Under God[9]
- 2017: Reich oder tot (TV)
- 2017: Nachtschicht 15 – Es lebe der Tod (TV)
- 2018: Au/Ra Panic Room (Musikvideo)
- 2018: 4 Blocks (2. Staffel) (TV)
- 2019: 6 Schüsse (Kurzfilm)[10]
- 2021: Sniperman (Kurzfilm)
- 2021: Fish Fish Bang Bang (Kurzfilm)
- 2021: Borga
- 2022: Balko Teneriffa – Doppelt hält besser (TV Filmreihe)
- 2022: Balko Teneriffa – WÖLFE, WALD UND WILDNIS (TV Filmreihe)
- 2022: NightDesk (TV)
- 2022: Unter uns[11]
- 2023: Nächste Ausfahrt Glück – Familienbesuch (Fernsehreihe)
- 2025: Bernd – Operation Germanenkind

## Theater
- 2001: Der König der Löwen
- 2018: They shoot Animals, dont they (Regie: Dietrich Trapp)
- 2020: Monsieur Claude und seine Töchter (Regie: Stefan Zimmermann)

## Hörspiel
- 2018: Illegal (Hörspiel)
- 2022: Gangs of London (Synchronisation)